# デニス・コンドリー
"ラヴァーボーイ" デニス・コンドリー（"Loverboy" Dennis Condrey、1952年2月1日 - ）は、アメリカ合衆国の元プロレスラー。アラバマ州フローレンス出身。
1980年代に一世を風靡したヒールのタッグチーム・ユニット、ミッドナイト・エクスプレス（The Midnight Express）のオリジナル・メンバー。在籍期間もメンバー中で最長である。

## 来歴
ジンとオレイのアンダーソン兄弟にスカウトされ、1973年にNWAミッドアトランティック地区にてデビュー。地元アラバマのSECWおよびテネシー州メンフィスのNWAミッドアメリカ地区（後のCWA）を主戦場に、1975年から1979年にかけてはフィル・ヒッカーソンとの悪党タッグチーム、バイセンテニアル・キングス（The Bicentennial Kings）で活動。ファビュラス・カンガルーズのアル・コステロがマネージャーを務めていたこともあった。
ヒッカーソンとのコンビ解消後はデビッド・シュルツを新パートナーに、SECWでは1979年11月22日にポール・オーンドーフ&ディック・スレーターからNWAサウスイースタン・タッグ王座を、CWAでは1980年4月7日にビリー・ロビンソン&ケン・ルーカスからAWA南部タッグ王座を奪取している。
シングルでは1979年8月15日、CWAにてジプシー・ジョーを破りNWA世界ブラスナックル王座を獲得。1980年6月14日にはSECWにてテリー・テイラーからNWAサウスイースタン・ヘビー級王座を奪取している。ジム・バーネット主宰のジョージア・チャンピオンシップ・レスリングにも出場し、1980年9月8日にスティーブ・カーンを破りNWAジョージア・ヘビー級王座にも戴冠した。
1980年11月からはランディ・ローズと新チームを組み、翌1981年にノーベル・オースチンを仲間に加え、トリオのユニットとしてミッドナイト・エクスプレス（The Midnight Express）を結成。以降、アラバマのSECWとテネシーのCWAを股にかけ、両プロモーション認定のタッグ王座を再三獲得した。シングルにおいても、SECWでは1981年8月31日にレイ・キャンディ、10月26日にボブ・アームストロングをそれぞれ破り、NWAアラバマ・ヘビー級王座を2回獲得している。
1983年の末にミッドナイト・エクスプレスは一旦解散し、コンドリーはCWAからのトレードでボビー・イートンやジム・コルネットと共にビル・ワット主宰のMSWAに移籍。1984年より、イートンを新パートナー、コルネットをマネージャーに迎え、MSWAにて第2期のミッドナイト・エクスプレスを編成する。1985年からはNWAミッドアトランティック地区のジム・クロケット・プロモーションズに参戦。ロックンロール・エクスプレスやロード・ウォリアーズを相手に抗争を繰り広げ、当時の米マット界のタッグ戦線を牽引した。
1987年初頭にNWAを突如脱退、旧メンバーのローズと再合体し、"オリジナル" ミッドナイト・エクスプレス（The Original Midnight Express）を名乗ってAWAに登場。ポール・E・デンジャラスリーを新マネージャーに、同年10月30日、CWA時代から因縁のあるジェリー・ローラー&ビル・ダンディーからAWA世界タッグ王座を奪取。以降もマーティ・ジャネッティとショーン・マイケルズのミッドナイト・ロッカーズとタイトルを争った。
1988年11月からは、オリジナル・ミッドナイト・エクスプレスとしてローズ&デンジャラスリーを帯同しNWAに復帰。コンドリーの離脱後に再編されていたイートンとスタン・レーンの第3期ミッドナイト・エクスプレスとの、同名チームによる骨肉の遺恨試合を繰り広げた。
テッド・ターナーのNWAクロケット・プロ買収後は新会社のWCWに残留せず、古巣のアラバマに復帰。SECWから名称を変更したコンチネンタル・レスリング・フェデレーション（CWF）に参戦し、1989年7月にトム・プリチャードからCWFヘビー級王座を奪取した。以降、エディ・ギルバートの実弟ダグ・ギルバートとのリーサル・ウェポンズなどで活動後、1990年に引退した。
2000年代も時折、各地のインディー団体やリユニオン・イベントにゲスト出場して、イートンらとミッドナイト・エクスプレスを再結成。2008年6月7日にジョージア州アトランタで行われた "NWA Anniversary Show" では、コンドリー&イートン（w / コルネット）対ロックンロール・エクスプレスという1980年代の黄金カードが再現された。
2010年3月、デベロップメント・トレーナーとしてWWEと契約、ファーム団体FCWにおいてNXTの新人選手育成を担当した。

## 獲得タイトル
NWAミッドアメリカ / コンチネンタル・レスリング・アソシエーション
- NWA世界ブラスナックル王座：1回[7]
- NWAミッドアメリカ・ヘビー級王座：1回[20]
- NWAミッドアメリカ・タッグ王座：2回（w / フィル・ヒッカーソン）[21]
- NWA USタッグ王座（ミッドアメリカ版）：5回（w / フィル・ヒッカーソン）[22]
- NWA6人タッグ王座（ミッドアメリカ版）：2回（w / フィル・ヒッカーソン&アル・グリーン、トージョー・ヤマモト&クリス・コルト）[23]
- NWA南部タッグ王座（ミッドアメリカ版）/ AWA南部タッグ王座：13回（フィル・ヒッカーソン×8、デビッド・シュルツ、ドン・カーソン、ノーベル・オースチン×3）[6]

サウスイースタン・チャンピオンシップ・レスリング / コンチネンタル・レスリング・フェデレーション
- NWAアラバマ・ヘビー級王座：2回[10]
- NWAサウスイースタン・ヘビー級王座：1回[8]
- NWAサウスイースタン・タッグ王座：15回（w / フィル・ヒッカーソン×4、デビッド・シュルツ、ドン・カーソン、ランディ・ローズ×10）[5]
- CWFヘビー級王座：1回[16]

ジョージア・チャンピオンシップ・レスリング
- NWAジョージア・ヘビー級王座：1回[9]

ミッドサウス・レスリング・アソシエーション
- ミッドサウス・タッグ王座：2回（w / ボビー・イートン）[24]

ワールド・クラス・チャンピオンシップ・レスリング
- NWAアメリカン・タッグ王座：1回（w / ボビー・イートン）[25]

ミッドアトランティック・チャンピオンシップ・レスリング
- NWA世界タッグ王座（ミッドアトランティック版）：1回（w / ボビー・イートン）[26]

アメリカン・レスリング・アソシエーション
- AWA世界タッグ王座：1回（w / ランディ・ローズ）[12]

インターナショナル・チャンピオンシップ・レスリング
- ICWタッグ王座：1回（w / ダグ・ギルバート）[27]

ナショナル・レスリング・アライアンス
- NWA殿堂：2008年（w / ボビー・イートン）[28]